# Cap d'Ona
El Cap d'Ona, és un cap de la costa de la Marenda del terme comunal de Banyuls de la Marenda, a la comarca del Rosselló (Catalunya del Nord).
Està situat a la zona nord-est del terme de Banyuls de la Marenda, a llevant del poble de Banyuls de la Marenda, a la costa de la meitat nord del nucli urbà. El cap, pròpiament dit, està format també per la Punta de l'Andreu i la Punta dels Guills. És al sud de la Punta del Mig.
Tot el Cap d'Ona és conegut per les petites platges pedregoses procedents de petits rierols que davallen de la zona muntanyosa de ponent del cap. És una zona perillosa per la caiguda de pedres, però molt apreciada pels que busquen un bany en solitari.
Pel Cap d'Ona passa la ruta excursionista que va de Banyuls de la Marenda a Portvendres resseguint el Camí de Ronda.
El lloc va inspirar en el seu moment els fabricants de cervesa artesanal d'Argelers que elaboren la cervesa Cap d'Ona.